# 빛나 (1987년)
빛나(본명: 이금빛나 영어: Lee Geumbitna (1987년 3월 29일~)는 대한민국의 여자 가수이다.

## 생애
- 보컬에 대해 보자면, 음색이 정말 예쁘다. 부드럽고 차분하면서도, 고급스러운 분위기. 중음에 특히 강점을 가졌다.
- 노래를 부를 땐 팬들도 다른 사람 같이 느껴진다고
- 이러한 음색에서 드러나는 곡에 대한 스펙트럼이 굉장히 넓은 편이다. 두 보컬들에 비해 파트는 부족하나,
- 노래의 킬링파트를 적절하게 소화하여 본인의 존재감을 확실히 보여주는 상당한 실력의 보컬이다.
- 이전까진 부드러운 음색을 제외하면 그렇게 눈에 띄는 부분이 없었는데,
- <Midnight Circus> 활동을 시작한 이후부터 적절한 파트 분배와 명랑한 성격이 드러나면서 매력이 활짝 피기 시작했다.
- 다만, 평소 본인의 목소리와 노래를 부를 때의 목소리가 꽤나 다르다.
- 평소에는 더 밝고 명랑해보이는 하이톤의 목소리. 영상을 보면 확실히 알수있다.

## 학력
- 성남중학교 (졸업)
- 성남여자고등학교 (졸업)
- 가천대학교 의상학과 (졸업)